# Хилла (компания)

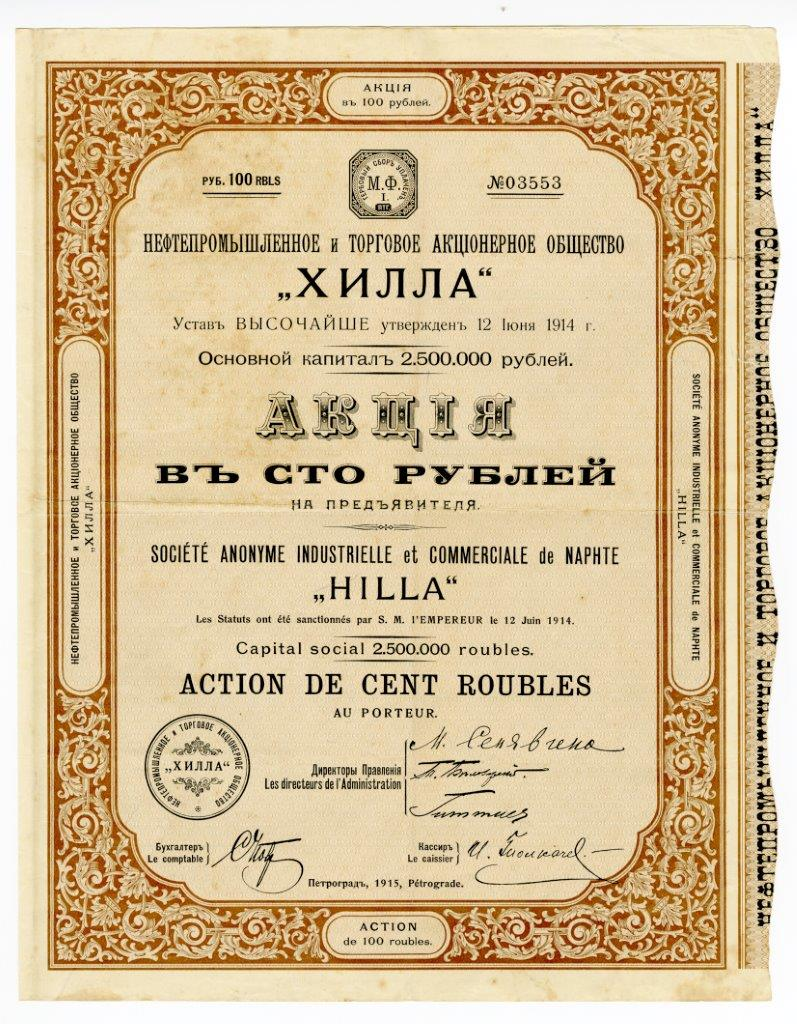
Акция в 100 руб. на предъявителя Нефтепромышленного и торгового акционерного общества «Хилла» с основным капиталом в 2,5 млн.руб. Петроград, 1915 г.

Нефтепромышленное и торговое общество «Хилла» — нефтедобывающая компания, созданная 12 июня 1914 года для разработки нефтяных месторождений близ Хиллинского района, расположенного на территории Бакинского нефтегазоносного района, а также последующей реализации нефтепродуктов. Основной капитал Общества составлял 2,5 млн руб.
По некоторым данным Хиллинские нефтепромыслы принадлежали Д. Б. Аван-Юзбаши Хан-Сагнакскому, видному нефтепромышленнику и меценату, потомку знатного армянского рода Аван-ханов. Правление акционерного общества «Хилла» располагалось в Петрограде.